# Pieter du Toit
Pieter du Toit est un journaliste, écrivain et commentateur politique sud-africain. Il est rédacteur adjoint à News24.

## Biographie
Après des études en sciences politiques à l'université de Stellenbosch, Pieter du Toit poursuit une carrière de journaliste au sein du groupe Media24. Après avoir été correspondant politique et rédacteur en chef à Beeld, il devient rédacteur en chef -adjoint (2016-2017) puis rédacteur en chef au HuffPost Afrique du Sud en juillet 2017 avant de rejoindre News24. 
Il est co-auteur avec Adriaan Basson du livre Enemy of the People (2017) consacré à la capture d'Etat par le clan Zuma et l'auteur du livre The Stellenbosch Mafia (2019) consacré à l'influence des milliardaires de Stellenbosch comme Johann Rupert.
En 2017, l'ombudsman de la presse d'Afrique du Sud l'a condamné à publier, sur le site Web du HuffPost Afrique du Sud, des excuses à l'ONG AfriForum, pour avoir publié des informations erronées sur cette organisation. Alors qu'il travaille pour News24, il est de nouveau mis à l'index par l'ombudsman de la presse et condamné à s'excuser auprès du même AfriForum pour avoir publié des informations partiellement erronées à son sujet,.